# Абандинус
Абандинус (лат. Abandinus) је древно келтско божанство о коме се мало зна. Највероватније је био речни бог.

## Етимологија
Име овог бога је изведено из пра-келтика од (Ad-bandi-n-os), а најближе му је значење - носилац много мелодија.
Такође, мишљења се разилазе и око тога да ли је у питању бог или богиња. Због чињеница да се у латинском језику на os и us завршавају именице мушког рода и да у једином запису стоји реч „бог“, овај чланак Абандинуса третира као мушко божанство, мада су сва келтска речна божанства женског пола.

## Паралеле
Постоје теорије које постављају могућност да је Абандинус повезана са Мапоносом, келтским богом о којем има много више података. Иако је ово мало вероватно, постоје лингвистичке карактеристике, које ову теорију чине могућом, јер је једно од Мапоносових имена и Мабанд.

## Легенде
О Абандинус постоји само један запис из Годманчестера у Кембриџширу, Енглеска: бронзано заветно перо које му је посвећено, са очуваним фрагментом текста на плочици - "богу Абандинусу, Вациакус приноси ово из сопствених ресурса".
Постоје и теорије по којима је Абандинус био повезан са реком Оуз (Ouse), која тече у близини Годманчестерског храма и која се раније звала Абан (Aban). Уз то, Абона (Abona) и Афон (Afon) су била келтска имена за реке и танкове за воду. Такође се и проучавањен једног од три храма на том месту може извући закључак да су поштовали водено божанство.
Могуће је да је Абандинус био повезиван и са пролећем.